# Reis (telenovela)
Reis é uma telenovela brasileira com um formato similar a de uma série, produzida pela Seriella Productions, e exibida pela Record desde 22 de março de 2022, substituindo uma parte do horário ocupado pelo especial A Bíblia. É a 35ª telenovela produzida pela emissora desde a retomada da dramaturgia em 2004, exibida também pelas plataformas digitais Univer Vídeo e RecordPlus. 
Escrita por Raphaela Castro (da 1ª a 3ª temporada) e Cristiane Cardoso (da 4ª até a 13ª, última temporada de Reis) e com colaboração de Aline Munhoz, Caroline Viel, Jaqueline Corrêa, Kátia Almeida, Fernanda Bezerra, Esther Correia, Marcos Ferraz, Meuri Luiza, Rafael de Oliveira, Nicole Garcez, Stephanie Mendes e Rodrigo Ribeiro, tem direção de Leonardo Miranda, Rogério Passos, Guga Sander, Felipe Cunha e Vicente Guerra – Leonardo Miranda (até a nona temporada) e Rudi Lagemann (a partir da décima temporada) na direção geral. Juan Pablo Pires foi o diretor geral da primeira temporada.
A trama é baseada nos livros bíblicos de Samuel, Reis, Crônicas, Provérbios, Cantares de Salomão, Eclesiastes e Salmos. Reis aborda a transição da forma de governo de Israel, anteriormente comandado por juízes e depois pela monarquia. A trama mostra rapidamente os dois últimos juízes, Eli e Samuel, segue com os primeiros reis, Saul e Davi, e então vem a história de Salomão e de todos os outros.
Conta com as atuações de  Rafael Gevú, Carlo Porto, Francisca Queiroz, Gabriel Vivan, Cirillo Luna, Paloma Bernardi, Lina Mello, Petrônio Gontijo, Anna Lima, Guilherme Dellorto, Ingrid Conte, Barbara França, Heitor Martinez, Juliana Knust, Claudia Mauro e Ricky Tavares nos papéis principais.

## Enredo
Reis conta a história da nação de Israel, desde o momento em que o último juiz, Samuel, é usado por Deus para guiar o Seu povo, até a lamentável queda de Jerusalém, causada pelos exércitos da Babilônia.
As dores, alegrias e histórias dos principais reis de Israel aparecem na condução da nação. Davi integra os seus Heróis, aclamado até os dias de hoje e lembrado por seu amor e fidelidade a Deus e acompanha seu filho, Salomão, conhecido por sua sabedoria, chegando ao reinado e se perdendo em sua vaidade.
A trama explora os livros de Salmos, Provérbios e Eclesiastes, além dos escritos de I e II Reis e I e II Crônicas. Esses livros serão revividos de maneira ímpar por aqueles que decidirem mergulhar história repleta de ensinamentos valiosíssimos.

## Temporadas
| Título                            | Título | Título         | Episódios    | Exibição Original      | Exibição Original      |
| Título                            | Título | Título         | Episódios    | Estreia                | Final                  |
| --------------------------------- | ------ | -------------- | ------------ | ---------------------- | ---------------------- |
| Profeta Samuel                    |        |                |              |                        |                        |
|                                   | 1ª     | A Decepção     | 24 episódios | 22 de março de 2022    | 22 de abril de 2022    |
| Rei Saul                          |        |                |              |                        |                        |
|                                   | 2ª     | A Ingratidão   | 31 episódios | 25 de abril de 2022    | 6 de junho de 2022     |
|                                   | 3ª     | A Rejeição     | 30 episódios | 10 de agosto de 2022   | 20 de setembro de 2022 |
| Rei Davi                          |        |                |              |                        |                        |
|                                   | 4ª     | A Escolha      | 16 episódios | 21 de setembro de 2022 | 12 de outubro de 2022  |
|                                   | 5ª     | A Perseguição  | 38 episódios | 13 de outubro de 2022  | 5 de dezembro de 2022  |
|                                   | 6ª     | A Conquista    | 26 episódios | 17 de abril de 2023    | 22 de maio de 2023     |
|                                   | 7ª     | O Pecado       | 39 episódios | 23 de maio de 2023     | 14 de julho de 2023    |
|                                   | 8ª     | A Consequência | 55 episódios | 17 de julho de 2023    | 29 de setembro de 2023 |
| Rei Salomão                       |        |                |              |                        |                        |
|                                   | 9ª     | A Sucessão     | 35 episódios | 02 de outubro de 2023  | 17 de novembro de 2023 |
|                                   | 10ª    | A Decadência   | 21 episódios | 22 de abril de 2024    | 20 de maio de 2024     |
| Reino de Israel e o Reino de Judá |        |                |              |                        |                        |
|                                   | 11ª    | A Divisão      | 19 episódios | 21 de maio de 2024     | 14 de junho de 2024    |
|                                   | 12ª    | A Emboscada    | 23 episódios | 2025                   | 2025                   |
|                                   | 13ª    | A Esperança    | 25 episódios | 2025                   | 2025                   |

## Elenco
| Ator/Atriz          | Personagem                                |
| ------------------- | ----------------------------------------- |
| Flávio Galvão       | Deus (voz)                                |
| Narração            |                                           |
| Ingrid Conte        | Naamá, Rainha de Israel e Judá            |
| Henrique Camargo    | Roboão, Príncipe de Israel e Judá (jovem) |
| Guilherme Dellorto  | Salomão, Rei de Israel e Judá             |
| Claudia Mauro       | Maaca, Rainha-Mãe de Judá                 |
| Ricky Tavares       | Asa, Rei de Judá                          |
| Anna Rita Cerqueira | Azuba                                     |

### A Decepção
| Intérprete           | Personagem                                        |
| -------------------- | ------------------------------------------------- |
| Rafael Gevú          | Samuel (jovem)                                    |
| Kíria Malheiros      | Eloá (jovem)                                      |
| Daniel Blanco        | Luciér, Príncipe dos Filisteus / Malquias (jovem) |
| Pâmela Tomé          | Lavínia                                           |
| Dudu Pelizzari       | Abiel                                             |
| Alex Morenno         | Obede                                             |
| Felipe Coutinho      | Ner (jovem) (filho de Abiel)                      |
| Enzo Ciolini         | Quis (jovem) (filho de Abiel)                     |
| Anselmo Vasconcellos | Guedór, Rei dos Filisteus                         |
| Sílvia Pfeifer       | Anainér, Rainha dos Filisteus                     |
| Caetano O'Maihlan    | Quedés, Príncipe dos Filisteus                    |
| Bruno Ahmed          | Alemér, Príncipe dos Filisteus                    |
| Bruno Suzano         | Lessér, Príncipe dos Filisteus                    |
| José Rubens Chachá   | Sumo Sacerdote Eli                                |
| Fernando Pavão       | Elcana                                            |
| Branca Messina       | Ana                                               |
| Júlia Guerra         | Penina                                            |
| Vinícius Redd        | Sacerdote Hofni                                   |
| Vinícius Redd        | Ézer                                              |
| Edu Porto            | Sacerdote Finéias                                 |
| Thaís Pacholek       | Marílis                                           |
| Augusto Zacchi       | Jeodás                                            |
| Arianne Botelho      | Melquisa                                          |
| Prisma da Matta      | Querên                                            |
| Thiago Amaral        | Micael                                            |
| Natália Ferrari      | Sâmila                                            |
| Giselle Tigre        | Ada                                               |
| Marcelo Pio          | Tamembér                                          |
| Débora Sartori       | Bília                                             |
| Miguel Venerabile    | Jessé (criança)                                   |
| Karla Hill           | Iana                                              |
| Duda Nagle           | Jotã                                              |
| Lyvia Maschio        | Kesha (jovem)                                     |
| César Pezzuoli       | Sobal                                             |
| Ilivio Amaral        | Zeror                                             |
| Mauro Aragão         | Abas                                              |
| Amanda Petenucci     | Lael                                              |
| Karize Brum          | Queila (jovem)                                    |
| Hugo Carvalho        | Dobár                                             |
| Gutto Ordoz          | Tabás                                             |
| Marcus Bessa         | Zanata (jovem)                                    |
| Igor Cotrim          | Eliúde                                            |
| Vanessa Bueno        | Ábila                                             |
| Leo Belmonte         | Zife                                              |
| Guilherme Duarte     | Josué                                             |
| Felipe Silcler       | Tomáz                                             |
| Lorenzo Mello        | Belá                                              |
| Paulo Gabriel        | Jaziel                                            |

### A Ingratidão / A Rejeição
| Intérprete         | Personagem                             |
| ------------------ | -------------------------------------- |
| Carlo Porto        | Saul, Rei de Israel                    |
| Francisca Queiroz  | Ainoã, Rainha de Israel                |
| Miguel Coelho      | Jônatas, Príncipe de Israel            |
| Ronny Kriwat       | Abinadabe (Abi), Príncipe de Israel    |
| Enzo Ciolini       | Malquisua, Príncipe de Israel          |
| Eduardo Martins    | Isbosete, Príncipe de Israel (criança) |
| Mari Duarte        | Merabe, Princesa de Israel (criança)   |
| Marjorie Queiroz   | Mical, Princesa de Israel (criança)    |
| Nicole Rosemberg   | Maya                                   |
| Hylka Maria        | Kayla                                  |
| Dudu Pelizzari     | Abner, comandante de Israel            |
| Roberto Birindelli | Profeta Samuel                         |
| Andréa Avancini    | Eloá                                   |
| Marcos Winter      | Aitofel                                |
| Fifo Benicasa      | Eliã                                   |
| Martha Meola       | Elisama                                |
| Carlos Vieira      | Quis                                   |
| Clara Garcia       | Kesha                                  |
| André Di Mauro     | Ner                                    |
| Gabriella Busich   | Adelina                                |
| Sthefany Brito     | Laísa                                  |
| César Cardadeiro   | Helede                                 |
| Marcos Breda       | Baaná                                  |
| Gustavo Machado    | Iran                                   |
| Juliano Laham      | Sama                                   |
| Natália Ferrari    | Arrava                                 |
| Adriana Rabelo     | Dalía                                  |
| Renato Chocair     | Joiada                                 |
| Thais Belchior     | Dalice                                 |
| Felipe Silcler     | Zeleque                                |
| Thierry Figueira   | Laísh                                  |
| Fhelipe Gomes      | Paltiel (jovem)                        |
| Vicky Valentim     | Darim                                  |
| Carol Fazu         | Libi                                   |
| Daniel Dalcin      | Joel                                   |
| Osmar Silveira     | Abias                                  |
| Sérgio Dias Maciel | Luciér, Rei dos Filisteus              |
| Victor Sparapane   | Lamár, Príncipe dos Filisteus          |
| Gabriel Fuentes    | Laás, Príncipe dos Filisteus / Alás    |
| João Bresser       | Zanata                                 |
| Mário Hermeto      | Agé                                    |
| Cláudia Assunção   | Salima                                 |
| Roger Gobeth       | Urias                                  |
| Rodrigo Moraes     | Naás, Rei dos Amonitas                 |
| Dida               | Tobias                                 |
| Marcelo Batista    | Peduel                                 |
| Vinícius Redd      | Nabal                                  |
| Alex Morenno       | Eliabe                                 |
| Caio Paduan        | Abinadabe                              |
| Bernardo Mesquita  | Shimêia                                |
| Pedro Meireles     | Abiatar (jovem)                        |
| Augusto Gulum      | Chaim                                  |
| Arthur Alavarse    | Zera                                   |
| Dudu Oliveira      | Tabor                                  |

#### Participações especiais
| Intérprete        | Personagem                     |
| ----------------- | ------------------------------ |
| Thiago Amaral     | Micael                         |
| Bruno Suzano      | Lessér, Príncipe dos Filisteus |
| Pâmela Tomé       | Lavínia                        |
| Edson Fieschi     | Jessé                          |
| Augusto Garcia    | Áquis, Príncipe dos Filisteus  |
| Leonardo Medeiros | Maoque, Rei de Ecrom           |
| Ricardo Gaeta     | Arão                           |
| Marcelo Filho     | Joiada (filho de Benaia)       |

### A Escolha
| Intérprete          | Personagem                             |
| ------------------- | -------------------------------------- |
| Gabriel Vivan       | Davi (jovem)                           |
| Mharessa            | Ainoã (jovem)                          |
| Carlo Porto         | Saul, Rei de Israel                    |
| Francisca Queiroz   | Ainoã, Rainha de Israel                |
| Miguel Coelho       | Jônatas, Príncipe de Israel            |
| Nicole Rosemberg    | Maya                                   |
| Juliana Boller      | Zeruia                                 |
| Edson Fieschi       | Jessé                                  |
| Christine Fernandes | Haviva                                 |
| Alex Morenno        | Eliabe                                 |
| Vinícius Redd       | Nabal                                  |
| Maiara Walsh        | Abigail                                |
| Caio Paduan         | Abinadabe                              |
| Bernardo Mesquita   | Shimêia                                |
| Rayanne Morais      | Chaya                                  |
| Roberto Birindelli  | Profeta Samuel                         |
| Marjorie Queiroz    | Mical, Princesa de Israel (criança)    |
| Mari Duarte         | Merabe, Princesa de Israel (criança)   |
| Eduardo Martins     | Isbosete, Príncipe de Israel (criança) |
| Ronny Kriwat        | Abinadabe (Abi), Príncipe de Israel    |
| Augusto Garcia      | Áquis, Rei dos Filisteus               |
| Dudu Pelizzari      | Abner                                  |
| Rafael Sardão       | Jéter                                  |
| Pamela Otero        | Abigail (irmã de Davi)                 |
| Andréa Avancini     | Eloá                                   |
| Alexandre Barros    | Alon                                   |
| Hall Mendes         | Efraim                                 |
| Fifo Benicasa       | Eliã                                   |
| Guilherme Seta      | Joabe (jovem)                          |
| Gabriel Kaufmann    | Abisai (jovem)                         |
| Bernardo Guimarães  | Asael (jovem)                          |
| Diego Kropotoff     | Amasa (jovem)                          |
| Roger Gobeth        | Urias                                  |
| Igor Cotrim         | Asher                                  |
| Cris Carniato       | Liora                                  |
| César Cardadeiro    | Helede                                 |
| Caio Vegatti        | Adriel                                 |
| Felipe Silcler      | Zeleque                                |
| Renato Chocair      | Joiada                                 |
| Gustavo Machado     | Iran                                   |
| Thierry Figueira    | Laísh                                  |
| Carol Fazu          | Libi                                   |
| Fhelipe Gomes       | Paltiel (jovem)                        |
| Alexandre Tigano    | Gigante Golias                         |
| Beth Zalcman        | Queila                                 |
| Clara Galinari      | Berseba (jovem)                        |
| Melissa Nóbrega     | Mizpá (jovem)                          |
| Bruna Negendank     | Betânia (jovem)                        |
| Clara Martins       | Timna (jovem)                          |
| Bernardo Busnello   | Ozém (jovem)                           |
| Jota Petrin         | Natanael (jovem)                       |

#### Participações especiais
| Intérprete    | Personagem |
| ------------- | ---------- |
| Marcos Winter | Aitofel    |
| Martha Meola  | Elisama    |

##### Participações especiais no último capítulo
| Intérprete        | Personagem |
| ----------------- | ---------- |
| Cirillo Luna      | Davi       |
| Camila Mayrink    | Mizpá      |
| Raphael Montagner | Amasa      |
| Paloma Bernardi   | Bateseba   |
| Thiago Amaral     | Benaia     |
| Rhaisa Batista    | Rispa      |

### A Perseguição
| Intérprete              | Personagem                          |
| ----------------------- | ----------------------------------- |
| Cirillo Luna            | Davi                                |
| Carlo Porto             | Saul, Rei de Israel                 |
| Francisca Queiroz       | Ainoã, Rainha de Israel             |
| Lina Mello              | Mical, Princesa de Israel           |
| Miguel Coelho           | Jônatas, Príncipe de Israel         |
| Roberto Birindelli      | Profeta Samuel                      |
| Nicole Rosemberg        | Maya                                |
| Aline Fontes            | Merabe, Princesa de Israel          |
| João Villa              | Isbosete, Príncipe de Israel        |
| Ronny Kriwat            | Abinadabe (Abi), Príncipe de Israel |
| Jéssica Juttel          | Ainoã                               |
| Maiara Walsh            | Abigail                             |
| Vinícius Redd           | Nabal                               |
| Augusto Garcia          | Áquis, Rei dos Filisteus            |
| Dudu Pelizzari          | Abner                               |
| Andréa Avancini         | Eloá                                |
| Paloma Bernardi         | Bateseba                            |
| Marcos Winter           | Aitofel                             |
| Edson Fieschi           | Jessé                               |
| Christine Fernandes     | Haviva                              |
| Juliana Boller          | Zeruia                              |
| Rafael Sardão           | Jéter                               |
| Caio Paduan             | Abinadabe                           |
| Rayanne Morais          | Chaya                               |
| Rhaisa Batista          | Rispa                               |
| Edu Porto               | Sacerdote Abiatar                   |
| Rodrigo Candelot        | Sumo Sacerdote Aimeleque            |
| Pedro Henrique Moutinho | Doegue                              |
| Caio Vegatti            | Adriel                              |
| Mário Bregieira         | Joabe                               |
| Rafael Dib              | Abisai                              |
| Tiago Marques           | Asael                               |
| Camila Mayrink          | Mizpá                               |
| Alex Morenno            | Eliabe                              |
| Raphael Montagner       | Amasa                               |
| Roger Gobeth            | Urias                               |
| Igor Cotrim             | Asher                               |
| Cris Carniato           | Liora                               |
| Renato Chocair          | Joiada                              |
| Thiago Amaral           | Benaia                              |
| Cesar Cardadeiro        | Helede                              |
| Felipe Silcler          | Zeleque                             |
| Alexandre Barros        | Alon                                |
| Bianca Palheiras        | Betânia                             |
| Clara Niin              | Berseba                             |
| Lais Gavassi            | Timna                               |
| Daniel Dalcin           | Joel                                |
| Martha Meola            | Elisama                             |
| Thierry Figueira        | Laísh                               |
| Carol Fazu              | Libi                                |
| Felipe Cunha            | Profeta Natan                       |
| Gustavo Machado         | Iran                                |

#### Participações especiais
| Intérprete        | Personagem               |
| ----------------- | ------------------------ |
| Sthefany Brito    | Laísa                    |
| Jakelyne Oliveira | Maaca, Princesa de Gesur |
| Beth Zalcman      | Queila                   |
| Malu Falangola    | Ariela                   |
| Roza Haydêer      | Urit                     |
| Natália Lummertz  | Eleora                   |
| Isabela Arruda    | Elza                     |
| Giovanna Abbud    | Heidi                    |

### A Conquista
| Intérprete              | Personagem                      |
| ----------------------- | ------------------------------- |
| Cirillo Luna            | Davi, Rei de Israel e Judá      |
| Lina Mello              | Mical, Rainha de Israel e Judá  |
| Jéssica Juttel          | Ainoã, Rainha de Israel e Judá  |
| Maiara Walsh            | Abigail, Rainha de Judá         |
| Jakelyne Oliveira       | Maaca, Rainha de Israel e Judá  |
| Manuela do Monte        | Hagite, Rainha de Israel e Judá |
| Sâmia Abreu             | Eglá, Rainha de Israel e Judá   |
| Isabella Dionísio       | Abital, Rainha de Israel e Judá |
| Paloma Bernardi         | Bateseba                        |
| Roger Gobeth            | Urias                           |
| Edu Porto               | Sacerdote Abiatar               |
| Danilo Sacramento       | Zadoque                         |
| Augusto Garcia          | Áquis, Rei dos Filisteus        |
| Pedro Henrique Moutinho | Doegue                          |
| Marcos Winter           | Aitofel                         |
| Dudu Pelizzari          | Abner                           |
| João Villa              | Isbosete, Rei de Israel         |
| Rhaisa Batista          | Rispa                           |
| Felipe Cardoso          | Araúna, Rei dos Jebuseus        |
| Luan Argollo            | Ismaías                         |
| Felipe Cunha            | Profeta Natan                   |
| Graziella Schmitt       | Naava                           |
| Fifo Benicasa           | Eliã                            |
| Mário Bregieira         | Joabe                           |
| Camila Mayrink          | Mizpá                           |
| Rafael Dib              | Abisai                          |
| Bianca Palheiras        | Betânia                         |
| Tiago Marques           | Asael                           |
| Caio Menck              | Paltiel                         |
| Alex Morenno            | Eliabe                          |
| Lais Gavazzi            | Timna                           |
| Juliana Boller          | Zeruia                          |
| Rafael Sardão           | Jéter                           |
| Marcelo Arnal           | Sama                            |
| Natália Ferrari         | Arrava                          |
| Thiago Amaral           | Benaia                          |
| Malu Falangola          | Ariela                          |
| Raphael Montagner       | Amasa                           |
| Clara Niin              | Berseba                         |
| Jorge Lucas             | Talmai, Rei de Gesur            |
| Felipe Silcler          | Zeleque                         |
| Marcéu Pierroti         | Itai                            |
| Wesley Schmitt          | Eleazar                         |
| Juhlia Ficer            | Noemi                           |
| Edson Fieschi           | Jessé                           |
| Christine Fernandes     | Haviva                          |
| Wagner Brandi           | Obede-Edom                      |
| André Madrini           | Simei                           |
| Mariano Júnior          | Seba                            |

#### Participações especiais
| Intérprete        | Personagem                                   |
| ----------------- | -------------------------------------------- |
| Farid Sad         | Hirão I, Rei de Tiro                         |
| Matheus Baptista  | Recabe                                       |
| Italo Villani     | Baaná                                        |
| Aline Fontes      | Merabe, Princesa de Israel                   |
| Matheus Costa     | Ziba                                         |
| Felipe Miguel     | Sisa                                         |
| Rafael Munk       | Joiada de Aron                               |
| Caio Paduan       | Abinadabe                                    |
| Bernardo Mesquita | Shimêia                                      |
| Rayanne Morais    | Chaya                                        |
| Igor Cotrim       | Asher                                        |
| Cris Carniato     | Liora                                        |
| Martha Meola      | Elisama                                      |
| Carol Fazu        | Libi                                         |
| Flávio Bisneto    | Amnon, Príncipe de Israel e Judá (criança)   |
| João Lucca        | Quileabe, Príncipe de Israel e Judá (bebê)   |
| Miguel Moro       | Absalão, Príncipe de Israel e Judá (criança) |
| Joana Lavrador    | Tamar, Princesa de Israel e Judá (criança)   |
| Gui Tavares       | Adonias, Príncipe de Israel e Judá (criança) |

### O Pecado
| Intérprete         | Personagem                                   |
| ------------------ | -------------------------------------------- |
| Cirillo Luna       | Davi, Rei de Israel e Judá                   |
| Paloma Bernardi    | Bateseba, Rainha de Israel e Judá            |
| Lina Mello         | Mical, Rainha de Israel e de Judá            |
| Jéssica Juttel     | Ainoã, Rainha de Israel e Judá               |
| Jakelyne Oliveira  | Maaca, Rainha de Israel e Judá               |
| Manuela do Monte   | Hagite, Rainha de Israel e Judá              |
| Samia Abreu        | Eglá, Rainha de Israel e Judá                |
| Isabella Dionísio  | Abital, Rainha de Israel e Judá              |
| Roger Gobeth       | Urias                                        |
| Marcos Winter      | Aitofel                                      |
| Louise Clós        | Damáris                                      |
| Miguel Coelho      | Mefibosete                                   |
| Bruna Pinheiro     | Ayla                                         |
| Felipe Cunha       | Profeta Natan                                |
| Graziella Schmitt  | Naava                                        |
| Augusto Garcia     | Áquis, Rei dos Filisteus                     |
| Flávio Bisneto     | Amnon, Príncipe de Israel e Judá (criança)   |
| Pedro Burgarelli   | Quileabe, Príncipe de Israel e Judá          |
| Miguel Moro        | Absalão, Príncipe de Israel e Judá (criança) |
| Gui Tavares        | Adonias, Príncipe de Israel e Judá (criança) |
| Joana Lavrador     | Tamar, Princesa de Israel e Judá (criança)   |
| Edu Porto          | Sumo Sacerdote Abiatar                       |
| Danilo Sacramento  | Sacerdote Zadoque                            |
| Felipe Miguel      | Sisa                                         |
| Mário Bregieira    | Joabe                                        |
| Camila Mayrink     | Mizpá                                        |
| Rafael Dib         | Abisai                                       |
| Bianca Palheiras   | Betânia                                      |
| Marcelo Arnal      | Sama                                         |
| Natália Ferrari    | Arrava                                       |
| Thiago Amaral      | Benaia                                       |
| Malu Falangola     | Ariela                                       |
| Raphael Montagner  | Amasa                                        |
| Clara Niin         | Berseba                                      |
| Juhlia Ficer       | Noemi                                        |
| Marcéu Pierroti    | Itai                                         |
| Karen Junqueira    | Golda                                        |
| Felipe Silcler     | Zeleque                                      |
| Luan Argollo       | Ismaías                                      |
| Tiago Marques      | Zebadias                                     |
| Matheus Costa      | Ziba                                         |
| Pedro Garcia Netto | Maquir                                       |
| Rafael Munk        | Joiada de Aron                               |
| Alex Brasil        | Hanum, Rei dos Amonitas                      |
| Mussunzinho        | Rimmon, Príncipe dos Amonitas                |
| Júnior Vieira      | Kotar, Príncipe dos Amonitas                 |
| Gérson Barreto     | Malcam, Príncipe dos Amonitas                |
| Jorge Lucas        | Talmai, Rei de Gesur                         |
| Júlia Prado        | Afra                                         |
| Gabriel Moura      | Hemã                                         |
| Diogo Caruso       | Berias                                       |
| Dorgival Júnior    | Uzá                                          |

#### Participações especiais
| Intérprete         | Personagem                                    |
| ------------------ | --------------------------------------------- |
| Fifo Benicasa      | Eliã                                          |
| Dudu de Oliveira   | Anjo Mikhail                                  |
| Farid Sad          | Hirão I, Rei de Tiro                          |
| Luka Ribeiro       | Azíre, Rei da Síria                           |
| Brenno Pavarini    | Gigante Sipai                                 |
| Victor Câmara      | Itreão, Príncipe de Israel e Judá (criança)   |
| Bernardo Pallotino | Sefatias, Príncipe de Israel e Judá (criança) |
| Felipe Cardoso     | Araúna                                        |
| Rafael Oliveira    | Milconias                                     |
| Ingrid Conte       | Áshima                                        |
| Ale Marinho        | Sofaque                                       |

##### Participações no último capítulo
| Intérprete         | Personagem                         |
| ------------------ | ---------------------------------- |
| Petrônio Gontijo   | Davi, Rei de Israel e Judá         |
| Adriana Prado      | Mical, Rainha de Israel e de Judá  |
| Raquel Anastásia   | Ainoã, Rainha de Israel e Judá     |
| Michelle Martins   | Maaca, Rainha de Israel e Judá     |
| Vanessa Gerbelli   | Hagite, Rainha de Israel e Judá    |
| Flávia Magnani     | Eglá, Rainha de Israel e Judá      |
| Luisa Friese       | Abital, Rainha de Israel e Judá    |
| Luckas Moura       | Amnon, Príncipe de Israel e Judá   |
| Ricky Tavares      | Absalão, Príncipe de Israel e Judá |
| Esther de Oliveira | Tamar, Princesa de Israel e Judá   |

### A Consequência
| Intérprete         | Personagem                               |
| ------------------ | ---------------------------------------- |
| Petrônio Gontijo   | Davi, Rei de Israel e Judá               |
| Anna Lima          | Bateseba, Rainha de Israel e Judá        |
| Vanessa Gerbelli   | Hagite, Rainha de Israel e Judá          |
| Guilherme Dellorto | Salomão, Rei de Israel e Judá / Jedidias |
| Ingrid Conte       | Naamá / Sulamita                         |
| Ricky Tavares      | Absalão, Príncipe de Israel e Judá       |
| Brunno Daltro      | Adonias, Príncipe de Israel e Judá       |
| Esther de Oliveira | Tamar, Princesa de Israel e Judá         |
| Michelle Martins   | Maaca, Rainha de Israel e Judá           |
| Marcelo Faria      | Joabe                                    |
| Ângelo Coimbra     | Benaia                                   |
| Barbara França     | Abisague                                 |
| Cristiana Galvão   | Ariela                                   |
| Pedro Nercessian   | Agur                                     |
| Rafaela Sampaio    | Evelyn                                   |
| Carol Bresolin     | Ashira                                   |
| Allana Lopes       | Deanne                                   |
| Miguel Coelho      | Mefibosete                               |
| Louise Clós        | Damáris                                  |
| Miguel Ferrari     | Mica                                     |
| Marcos Winter      | Aitofel                                  |
| Flávia Magnani     | Eglá, Rainha de Israel e Judá            |
| Luisa Friese       | Abital, Rainha de Israel e Judá          |
| Saulo Rodrigues    | Husai                                    |
| Paulo Vilela       | Quimã                                    |
| Gustavo Canovas    | Sumo Sacerdote Abiatar                   |
| Danilo Sacramento  | Sacerdote Zadoque                        |
| Andréa Veiga       | Golda                                    |
| Breno di Filippo   | Simei                                    |
| Guilherme Franco   | El-Hanã                                  |
| Igor de Lima       | Jônatas (filho de Simeia)                |
| Lúcio Fernandes    | Profeta Natan                            |
| Fabíola Peña       | Naava                                    |
| Vicente Tuchinski  | Zabude                                   |
| Jorge Lucas        | Talmai, Rei de Gesur                     |
| Kako Nollasco      | Abisai                                   |
| Roberta Teixeira   | Betânia                                  |
| Ademir Emboava     | Amasa                                    |
| Maurício Ribeiro   | Sibecai                                  |
| Ed Canedo          | Ismaías                                  |
| Alexandre Mofati   | Itai                                     |
| Guilherme de Rose  | Ziba                                     |
| Oscar Fabião       | Jônatas                                  |
| Matheus Chequer    | Aimaás, Governador de Naftali            |
| Marcelo Filho      | Joiada (filho de Benaia)                 |
| Edu Coutinho       | Noan                                     |
| Ricardo Martins    | Seba                                     |
| Laryssa Dias       | Afra                                     |
| Felipe Cardoso     | Araúna                                   |

#### Participações especiais
| Intérprete             | Personagem                                              |
| ---------------------- | ------------------------------------------------------- |
| Luckas Moura           | Amnon, Príncipe de Israel e Judá                        |
| Adriana Prado          | Mical, Rainha de Israel e de Judá                       |
| Raquel Anastásia       | Ainoã, Rainha de Israel e Judá                          |
| Arthur Valadares       | Salomão, Príncipe de Israel e Judá / Jedidias (criança) |
| Regina Maria Remencius | Rispa                                                   |
| Vinícius Wester        | Armoni                                                  |
| Michel Waisman         | Mefibosete (Bosete)                                     |
| Rafael Awi             | Meradriel                                               |
| Augusto Garcia         | Áquis, Rei dos Filisteus                                |
| Bernardo Mesquita      | Jonadabe                                                |
| Ricco Lima             | Barzilai                                                |
| Emily Matte            | Keren                                                   |
| Enzo Barone            | Mica (criança)                                          |
| Fhelipe Gomes          | Agur (jovem)                                            |
| Laura Svacina          | Evelyn (criança)                                        |
| Rafael Oliveira        | Milconias                                               |
| Ingrid Conte           | Áshima                                                  |
| Giovana Lima           | Naamá (criança)                                         |
| Ricardo Silva          | Doran (jovem)                                           |
| Nicolas Parente        | Benami (criança)                                        |
| Nathália Nieman        | Abisague (criança)                                      |
| Nella Morgenstern      | Ashira (criança)                                        |
| João Gabriel D'Aleluia | Amã (jovem)                                             |
| Tiago Marques          | Zebadias                                                |
| Cristiano Garcia       | Sisa                                                    |
| Renan Monteiro         | Hadade                                                  |
| Priscila Ubba          | Nebset, Princesa do Egito                               |
| Tadeu Tannouri         | Baruc                                                   |
| Raphael Monteiro       | Perez                                                   |
| Sidney Guedes          | Amí                                                     |
| Dudu de Oliveira       | Anjo Mikhail                                            |
| Pedro Pupak            | Sobabe, Príncipe de Israel e Judá (criança)             |
| Miguel Cardoso         | Simeia, Príncipe de Israel e Judá (criança)             |
| Matheus Ribeiro        | Natã, Príncipe de Israel e Judá (criança)               |
| Lucas Serrato          | Sobabe, Príncipe de Israel e Judá                       |
| Arthur Santileone      | Simeia, Príncipe de Israel e Judá                       |
| Yago Pinheiro          | Natã, Príncipe de Israel e Judá                         |
| Nando Rodrigues        | Rezom                                                   |
| Rafael Rosa            | Gigante Isbi-Benobe                                     |
| Bruno Palatão          | Gigante Safe                                            |
| Felipe Costa           | Gigante Golias                                          |
| Gabriel Valentim       | Gigante de Seis Dedos                                   |
| Marcelle Bessa Bens    | Adira                                                   |
| William Lira           | Oziel                                                   |

### A Sucessão
| Intérprete          | Personagem                                    |
| ------------------- | --------------------------------------------- |
| Guilherme Dellorto  | Salomão, Rei de Israel e Judá                 |
| Barbara França      | Abisague                                      |
| Ingrid Conte        | Naamá, Rainha de Israel e Judá                |
| Ingrid Conte        | Adara                                         |
| Priscila Ubba       | Nebset, Rainha de Israel e Judá               |
| Julianne Trevisol   | Mazaab, Rainha de Israel e Judá               |
| Nando Rodrigues     | Rezom, Rei da Síria                           |
| Henrique Camargo    | Roboão, Príncipe de Israel e Judá (jovem)     |
| Gustavo Ottoni      | Siamun, Faraó do Egito                        |
| Renan Monteiro      | Hadade, Rei de Edom                           |
| Dani Moreno         | Zerua                                         |
| Vitor Novello       | Jeroboão (jovem)                              |
| Carol Bresolin      | Ashira                                        |
| Pedro Nercessian    | Agur                                          |
| Allana Lopes        | Deanne                                        |
| Rafaela Sampaio     | Evelyn                                        |
| Mafê Medeiros       | Ammit                                         |
| Elisa Romero        | Bastet                                        |
| Ana Júlia Cestaro   | Néftis                                        |
| Marianna Alexandre  | Merit                                         |
| Vicente Tuchinski   | Zabude                                        |
| Renato Rabello      | Sacerdote Asafe                               |
| Paulo Vilela        | Quimã                                         |
| Igor de Lima        | Jônatas (filho de Simeia)                     |
| Guilherme Franco    | El-Hanã                                       |
| Maurício Ribeiro    | Sibecai                                       |
| Oscar Fabião        | Sacerdote Jônatas                             |
| João Fenerich       | Adonirão                                      |
| Remo Rocha          | Hori                                          |
| Felippe Luhan       | Lael                                          |
| Marcelo Filho       | Joiada (filho de Benaia)                      |
| Anita Amizo         | Nut                                           |
| Saulo Rodrigues     | Husai                                         |
| Danilo Sacramento   | Sumo Sacerdote Zadoque                        |
| Rose Abdallah       | Tafnes, Rainha do Egito                       |
| Alex Gruli          | Psusennes II, Faraó do Egito                  |
| Isa Salmen          | Aksa                                          |
| Luiz Sérgio Navarro | Eseque                                        |
| Gil Hernandez       | Ambaris, Rei de Tabal                         |
| Jorge Mesquitta     | Nebate                                        |
| Iano Salomão        | Sisaque I, Faraó do Egito                     |
| Jovan Ferreira      | Aías                                          |
| Luidi Porto         | Aisar                                         |
| Lucas Mantellato    | Genubate                                      |
| Oli Bela            | Tafate, Princesa de Israel e Judá (criança)   |
| Joana Freymüller    | Basemate, Princesa de Israel e Judá (criança) |
| Rafael Coimbra      | Eliel                                         |
| Théo Salomão        | Omar                                          |

#### Participações especiais
| Intérprete          | Personagem                            |
| ------------------- | ------------------------------------- |
| Petrônio Gontijo    | Davi, Rei de Israel e Judá            |
| Vanessa Gerbelli    | Hagite                                |
| Brunno Daltro       | Adonias, Príncipe de Israel e Judá    |
| Samuel Melo         | Alari, Príncipe de Sabá               |
| Marcelo Faria       | Joabe                                 |
| Angelo Coimbra      | Benaia                                |
| Gustavo Canovas     | Abiatar                               |
| Breno de Filippo    | Simei                                 |
| Anna Lima           | Bateseba, Rainha-Mãe de Israel e Judá |
| Vicente Alvite      | Aimaás (criança)                      |
| Marcelle Bessa Bens | Adira                                 |
| Flávia Magnani      | Eglá, Rainha de Israel e Judá         |
| Luisa Friese        | Abital, Rainha de Israel e Judá       |

### A Decadência
| Intérprete          | Personagem                                  |
| ------------------- | ------------------------------------------- |
| Guilherme Dellorto  | Salomão, Rei de Israel e Judá               |
| Ingrid Conte        | Naamá, Rainha de Israel e Judá              |
| Nando Rodrigues     | Rezom, Rei da Síria                         |
| Sharam Diniz        | Makeda, Rainha de Sabá                      |
| Priscila Ubba       | Nebset, Rainha de Israel e Judá             |
| Julianne Trevisol   | Mazaab, Rainha de Israel e Judá             |
| Henrique Camargo    | Roboão, Príncipe de Israel e Judá (jovem)   |
| Vitor Novello       | Jeroboão (jovem)                            |
| Renato Rabelo       | Sacerdote Asafe                             |
| Vicente Tuchinski   | Zabude                                      |
| Juliana Xavier      | Maaca (jovem)                               |
| Bruna Trevisan      | Tafate, Princesa de Israel e Judá (jovem)   |
| Amanda Orestes      | Basemate, Princesa de Israel e Judá (jovem) |
| Letícia Peroni      | Kéfira, Rainha de Israel e Judá             |
| Julia Johnsson      | Elisha, Rainha de Israel e Judá             |
| Marcelo Filho       | Joiada                                      |
| Maurício Ribeiro    | Sibecai                                     |
| Iano Salomão        | Sisaque I, Faraó do Egito                   |
| João Fenerich       | Adonirão                                    |
| José Victor Pires   | Aimaás, Governador de Naftali               |
| Felipe Coutinho     | Ben-Abinadabe, Governador de Dor            |
| Guilherme Franco    | El-Hanã                                     |
| Paulo Gabriel       | Profeta Aías                                |
| Jaqueline Dantas    | Raquel (jovem)                              |
| Bruno Padilha       | Baaná                                       |
| Luana Camaleão      | Maalate (jovem)                             |
| Marianna Alexandre  | Merit                                       |
| Mafê Medeiros       | Ammit                                       |
| Luiz Eduardo Toledo | Nadabe (jovem)                              |
| Luiz Nicolau        | Hirão, Rei de Tiro                          |
| Samuel Melo         | Alari, Príncipe de Sabá                     |
| Lucas Mantellato    | Genubate                                    |
| Luidi Porto         | Aisar                                       |
| Ana Isabela Godinho | Dandara                                     |
| Bruna Inocêncio     | Kieza                                       |
| Angélica Pimenta    | Abayomi                                     |
| Natállia Lorran     | Paleza                                      |
| Kauã Rodriguez      | Benami                                      |
| João Velho          | Ben-Geber                                   |
| Gabriela Dias       | Anunite, Rainha de Israel e Judá            |
| Guilherme Acrízio   | Ezer                                        |

#### Participações especiais
| Intérprete          | Personagem                                    |
| ------------------- | --------------------------------------------- |
| Bárbara França      | Abisague                                      |
| Oli Bela            | Tafate, Princesa de Israel e Judá (criança)   |
| Joana Freymüller    | Basemate, Princesa de Israel e Judá (criança) |
| Pedro Nercessian    | Agur                                          |
| Gil Hernandez       | Ambaris, Rei de Tabal                         |
| Alexandre Damascena | Sacerdote de Nergal                           |
| Douglas Oliver      | Guarda Jair                                   |
| Renan Monteiro      | Hadade, Rei de Edom                           |

### A Divisão
| Intérprete          | Personagem                                |
| ------------------- | ----------------------------------------- |
| Henrique Camargo    | Roboão, Rei de Judá                       |
| Heitor Martinez     | Roboão, Rei de Judá                       |
| Juliana Xavier      | Maaca, Rainha de Judá                     |
| Juliana Knust       | Maaca, Rainha de Judá                     |
| Luana Camaleão      | Maalate, Rainha de Judá                   |
| Bianka Fernandes    | Maalate, Rainha de Judá                   |
| Vitor Novello       | Jeroboão I, Rei de Israel                 |
| Marcelo Valle       | Jeroboão I, Rei de Israel                 |
| Ricardo Vianna      | Abda                                      |
| Willian Mello       | Profeta Semaías                           |
| Karen Marinho       | Amália                                    |
| Bruna Trevisan      | Tafate, Princesa de Judá                  |
| Natasha Stransky    | Tafate, Princesa de Judá                  |
| Lucca Picon         | Ben-Simei, Governador de Benjamim (Benni) |
| Olivetti Herrera    | Ben-Simei, Governador de Benjamim (Benni) |
| Amanda Orestes      | Basemate, Princesa de Judá                |
| Giselle Prattes     | Basemate, Princesa de Judá                |
| Joelson Medeiros    | Profeta Avner                             |
| Sofia Pisani        | Naara, Rainha de Judá (jovem)             |
| José Victor Pires   | Aimaás, Governador de Naftali             |
| Thiago Piacentini   | Profeta Ido                               |
| Jaqueline Dantas    | Raquel, Rainha de Israel (jovem)          |
| Felipe Camelo       | Baalnatan                                 |
| Gabriel Vivan       | Abias, Príncipe de Judá                   |
| Mharessa            | Ana                                       |
| Letícia Medina      | Joela                                     |
| Fernando Roncato    | Baasa, Governador de Issacar              |
| Brendha Haddad      | Meetabel                                  |
| Luiz Eduardo Toledo | Nadabe, Príncipe de Israel                |
| Gabriel Albuquerque | Nadabe, Príncipe de Israel                |
| Rômulo Weber        | Jeús, Príncipe de Judá                    |
| Diego Tarré         | Zaã, Príncipe de Judá                     |
| Bernardo Busnello   | Atai, Príncipe de Judá                    |
| Rafael Gualandi     | Samarias, Príncipe de Judá                |
| Eike Duarte         | Ziza, Príncipe de Judá                    |
| Arthur Guterres     | Selomite, Príncipe de Judá                |
| João Velho          | Ben-Geber, Governador de Ramote-Gileade   |
| Victor Sparapane    | Onri                                      |
| Bruno Guedes        | Amasias, Capitão do Rei Asa               |
| Bruno Padilha       | Baaná, Governador de Aser e Alote         |
| Miguel Moro         | Asa, Príncipe de Judá (criança)           |
| Iano Salomão        | Sisaque I, Faraó do Egito                 |
| Alexandre Barros    | Jeoconias                                 |

#### Participações especiais
| Personagem                       | Intérprete         |
| -------------------------------- | ------------------ |
| Salomão, Rei de Israel e Judá    | Guilherme Dellorto |
| Zabude                           | Vicente Tuchinski  |
| Adonirão                         | João Fenerich      |
| Jônatas                          | Oscar Fabião       |
| Tabrimom, Rei da Síria (jovem)   | Douglas Sampaio    |
| Mazaab, Rainha de Israel e Judá  | Julianne Trevisol  |
| Anunite, Rainha de Israel e Judá | Gabriela Dias      |
| Rezom, Rei da Síria              | Nando Rodrigues    |
| Zerua                            | Dani Moreno        |
| Jeroboão (criança)               | Gabriel Brennecke  |
| Adna                             | Mia Ayala          |

## Antecedentes
Embora criticada por sua produção deficiente, em especial pelas barbas postiças utilizadas pelos atores, a minissérie bíblica A História de Ester, exibida em 2010, alcançou índices satisfatórios de audiência, e levou a RecordTV a investir no gênero bíblico. Assim, seguiram-se as minisséries Sansão e Dalila, Rei Davi, José do Egito e Milagres de Jesus. Cada produção possuía mais capítulos que a anterior, e, conforme se mostravam bem-sucedidas, maiores eram os investimentos feitos pela emissora.
A partir de 2015, a emissora decidiu expandir o formato e passou a investir em telenovelas bíblicas a partir de Os Dez Mandamentos, deixando a produção de minisséries de lado. Os Dez Mandamentos bateu um recorde de audiência ao ultrapassar pela primeira vez em 40 anos a principal novela da TV Globo. Com o sucesso da novela, a Record anunciou para 2016 a estreia de uma nova novela bíblica: A Terra Prometida, uma continuação de Os Dez Mandamentos, que narra a história do povo hebreu sob o comando de Josué e sua missão de comandar as doze tribos de Israel na conquista de Canaã. A Record continuou investindo em telenovelas bíblicas e assim se seguiram O Rico e Lázaro, Apocalipse, Jesus, Jezabel e Gênesis. Dando sequência às produções bíblicas, a emissora produziu Reis, agora em formato de série.

## Produção

### Desenvolvimento
“A ideia para criar Reinos surgiu ainda quando escrevi [a minissérie] Rei Davi, sobre a disputa de poder entre os reis da época... Escrevi uma sinopse para a série e ela já foi vendida pela emissora nos Estados Unidos. O seriado vai retratar vários reinos, entre eles a Síria e a Macedônia, e as guerras pela Terra Prometida”

— disse a roteirista Vívian de Oliveira sobre a série Reinos
Em 2015, a RecordTV anunciou que produziria uma minissérie bíblica, intitulada Reinos, que seria produzida em parceria com a produtora americana Swen Group e gravado em inglês visando mercado internacional. A produção, tendo dez capítulos, retrataria as disputas territoriais pela Terra Prometida principalmente após a morte do rei Davi com roteiro baseado nos livros bíblicos de Reis e Crônicas. Seria escrita por Vívian de Oliveira e inspirada na série Game of Thrones, tendo previsão para estrear no início de 2017. No entanto, a minissérie foi cancelada devido ao alto custo; cada um dos capítulos previstos teriam um orçamento de quase US$ 1 milhão (R$ 3,150 milhões).
Em outubro de 2020, a RecordTV anunciou suas futuras novelas para os próximos dois anos. Para suceder Gênesis, cuja estreia ocorreu em janeiro de 2021, foi escolhida uma adaptação da história do Rei Davi para o formato de novela. Cristianne Fridman assumiu a autoria e passou a fazer pesquisas e escrever o texto. Para suceder a novela Rei Davi, a Record escolheu uma adaptação da história do rei Salomão, escrita por Paula Richard, que deveria estrear em 2022. As duas novelas foram canceladas, mesmo Rei Davi estando na fase de pré-produção. Em junho de 2021, a direção da RecordTV optou por produzir um antigo projeto, agora totalmente alterado tanto no registro da marca quanto no formato. Antes intitulado Reinos, o projeto recebeu o nome de Reis sendo dividido em várias fases que mostrarão a história de vários reis, inclusive Davi e Salomão que antes teriam suas histórias abordadas em duas novelas diferentes. Cristiane Cardoso, filha do bispo Edir Macedo, seria a responsável por derrubar as novelas sobre Salomão e o rei Davi e unido os projetos em Reis sob a justificativa de que o formato de Gênesis, próximo das séries, teria agradado os telespectadores. A emissora promoveu a escritora Raphaela Castro – responsável pela última fase de Gênesis – para adaptar as histórias. Raphaela Castro era vista nos bastidores como alguém com pouca experiência, mas ela era ligada a Cristiane Cardoso.
Para dirigir Reis, a RecordTV contratou o diretor argentino Juan Pablo Pires, que já havia dirigido uma minissérie da emissora em 2018, Lia. Cristiane Fridman foi chamada para colaborar com Raphaela em Reis. Ela, todavia, seria posteriormente deslocada para escrever um novo folhetim contemporâneo. A Record enfrentou atrasos na pré-produção de Reis, pois a autora teve alguns problemas para entregar as primeiras levas de capítulos para serem avaliados por Cristiane Cardoso. A Record acelerou os processos de produção de Reis, tendo definido toda equipe de colaboradores definida em setembro, com nomes de Marcos Ferraz, Méuri Luiza e Rodrigo Ribeiro.
Em 14 de novembro de 2024, a redação oficial da produtora anunciou que a 13ª temporada, intitulada A Esperança, que aborda a divisão do Reino de Israel e o Reino de Judá, seria a última temporada da novela bíblica.

### Escolha do elenco
Para compor o elenco de Reis, a Record escalou vários atores que estiveram no elenco de Gênesis, que contou com cerca de 450 atores. A escalação do elenco ocorreu às pressas e os primeiros atores escalados começaram a ser confirmados a partir de meados de outubro pelas redes sociais da emissora. Entre os atores que atuaram em Gênesis, foram cotados Caetano O'Maihlan, Fernando Pavão, Rafael Gevú, Carlo Porto, Branca Messina, Giselle Tigre, Edu Porto, Vinícius Redd, Pâmela Tomé, Daniel Blanco, e muitos outros. Outros nomes, que não estiveram em Gênesis, incluem Bruno Franklin, Felipe Silcler, Alex Morenno, Dudu Pelizzari, Thaís Pacholek, Sílvia Pfeifer, Giovanni Dopico, Arianne Botelho, entre outros. Pouco antes de iniciar as gravações em novembro, o elenco da primeira fase da trama já estava praticamente completo.
Kika Kalache estava confirmada no elenco da série Todas as Garotas em Mim para interpretar Josefa, mas foi substituída por Aline Fanju, após ser cotada para elenco de Reis. Roberto Bomfim também estava confirmado em Reis, mas precisou deixar o elenco da novela por motivos de saúde. Bomfim foi substituído por José Rubens Chachá.
Camila Rodrigues e Day Mesquita, anteriormente confirmadas para a 2ª temporada de Reis para interpretar a rainha Ainoã e a vilã Kayla, deixaram o elenco devido à gravidez, sendo substituídas por Francisca Queiroz e Hylka Maria, respectivamente.
Juliano Laham, que interpretou o personagem Sama desde a 2ª temporada, saiu do elenco por motivos desconhecidos e foi substituído por Marcelo Arnal na 6ª temporada.

### Preparação
O elenco de Reis teve a primeira reunião com o diretor-geral da obra, Juan Pablo Pires, em 19 de outubro de 2021 no complexo de estúdios Casablanca em Vargem Grande, na Zona Oeste do Rio de Janeiro. Na mesma semana iniciaram-se a preparação do elenco com leituras e workshops. Na fase de preparação para a produção, o elenco assistiu palestras com o arqueólogo Rodrigo Silva, que também trabalhou em Gênesis. As apresentações deram uma visão sobre o contexto histórico-cultural abordado na trama. Durante os encontros, o arqueólogo respondeu às curiosidades dos atores e ofereceu elementos para ajudar na construção dos personagens.
Alguns atores como Caetano O'Maihlan, Dudu Pelizzari e Duda Nagle fizeram workshops de luta. Um time de atores participou das aulas comandadas pelo responsável pela equipe de dublês, Alex Aquino, e aprendeu a manusear espada, lança e arco e flecha. Guiados pela equipe de Alex, os atores formaram duplas e treinaram os movimentos durante as aulas. Intérprete de homem guerreiro em Reis, o ator Duda Nagle também reservou momentos de folga para treinar as coreografias de luta em casa. O ator Miguel Coelho fez aulas de boxe e muay thai, pelo menos três vezes por semana, para viver seu personagem na trama.
Parte do elenco se reuniu para um workshop de montaria no Haras Verão Vermelho, situado no bairro Paciência, na zona oeste do Rio. Guiados pelo instrutor Marco Aurelio Verissimo, os atores, entre eles Bruno Suzano, Caetano O'Maihlan e Daniel Blanco, escolheram seus cavalos para usar durante as gravações da novela e aprenderam movimentos básicos de montaria. Atores como Thaís Pacholek, Pâmela Tomé e Bruno Ahmed mudaram o visual para viverem seus personagens; este último, por exemplo, teve que colocar mega hair e emagrecer oito quilos.

### Gravações
As gravações de Gênesis foram concluídas no final de setembro de 2021. Inicialmente previstas para iniciar em setembro, as gravações de Reis só foram iniciadas em 8 de novembro. As primeiras cenas foram gravadas em áreas próximas a campos de trigos em Goioxim e Guarapuava, no Paraná. Inicialmente, a equipe rodou cenas externas, e posteriormente migraram para o estado do Rio de Janeiro, onde a maioria das sequências foi rodada em um terreno ao lado dos estúdios Casablanca e em uma fazenda em Itaguaí.
Após as festividades de fim de ano, os casos confirmados de COVID-19 no Brasil aumentaram drasticamente. Como medida de combate ao coronavírus, o elenco passou a ser testado todos os dias antes do início das gravações. Apesar disso a Record enfrentou dificuldades para cumprir o cronograma das gravações, pois os cancelamentos de gravações eram frequentes devido a COVID-19.

## Exibição
Originalmente, Reis estrearia logo após o fim da exibição de Gênesis, mas a RecordTV atrasou o cronograma da novela e não conseguiu iniciar as gravações a tempo de colocá-la no ar no período previsto. Com isso, a emissora optou por exibir um compacto de Gênesis junto com os Os Dez Mandamentos (2015) e A Terra Prometida (2016), num especial intitulado A Bíblia. A ideia é mostrar os eventos bíblicos em ordem cronológica para preparar terreno para a novela Reis. Em 28 de dezembro, um dia após a TV Globo divulgar as primeiras imagens inéditas da futura novela Pantanal, a RecordTV divulgou na TV aberta o primeiro teaser de Reis. No teaser, que dura apenas 10 segundos, aparece o logotipo da novela moldado pelo ferro e acima das letras está uma coroa. O vídeo vem acompanhado de uma frase que define as histórias da trama: "A melhor maneira de conhecer um homem é dar-lhe poder, ou tirá-lo". Três dias depois, em 31 de dezembro, a RecordTV divulgou o primeiro trailer da novela.
No dia 16 de janeiro, a Igreja Universal promoveu em todo o Brasil o "Luau FJU". Promovido pela liderança de jovens da igreja, o evento contou com a participação de Cristiane Cardoso, diretora de teledramaturgia da RecordTV, além de Raphaela Castro, autora de Reis, e do ator Miguel Coelho. Os dois foram chamados ao palco do evento pelo Bispo Celso Junior, líder da Força Jovem Universal, e falaram sobre Reis. Os atores Rafael Gevú, Edu Porto e Vinícius Redd também estiveram no evento e deram spoilers sobre seus personagens na trama.
A estreia de Reis chegou a ser alardeada para 22 de fevereiro, mas a Record nunca confirmou essa data. A Record confirmou a data de estreia para 22 de março apenas no início do referido mês; as chamadas e promoção da trama na programação e em intervalos comerciais passaram a ser intensificados, assim como as participações do elenco em programas como Hoje em Dia. A coletiva de lançamento de Reis foi realizada na manhã de 16 de março, em São Paulo. Na apresentação da nova produção estiveram presentes o diretor-geral Juan Pablo Pires, o diretor de teledramaturgia Anderson Souza, a diretora de conteúdo e transmídia Bia Cioffi e o elenco da primeira temporada de Reis. No dia 20 de março, a Record exibiu após o Domingo Espetacular, o documentário "Antes de Reis: A Era dos Juízes". Com a equipe de reportagem liderada por André Tal, o programa teve como destaque uma expedição por Israel com grandes descobertas arqueológicas.
A primeira e segunda temporada foram exibidas de 22 de março a 6 de junho de 2022, sendo substituídas pela primeira e segunda temporada de Todas as Garotas em Mim. Tal exibição seguirá em um esquema de revezamento, com a terceira a quinta temporada sendo exibidas a partir de 10 de agosto de 2022 e sendo substituídas pela terceira reprise de Jesus, além do resumo da 1ª e 2ª temporada, entre os dias 3 e 9 de agosto.
Com o adiamento da sexta temporada para 17 de abril de 2023, a RecordTV passou a reprisar as cinco primeiras temporadas de Reis entre os dias 7 de janeiro e 15 de abril de 2023, numa maratona de duas horas aos sábados, substituindo os resumos semanais de Jesus e a sessão de filmes Tela Máxima. A reapresentação recebeu o título de A História de Reis.
Por conta do adiamento da décima temporada para abril de 2024, a Record passou a reprisar a novela Jezabel entre 20 de novembro de 2023 e 15 de março de 2024, confirmando também uma reprise compacta da nona temporada entre os dias 18 de março e 19 de abril de 2024.
Em 16 de agosto de 2024 estreou a 12ª temporada, A Emboscada, no Univer Vídeo. Na TV aberta, a previsão de estreia é para 2025. A 10ª temporada, A Decadência, também tinha estreado primeiro no Univer Vídeo, em 4 de abril de 2024, e a 11ª temporada, A Divisão, em 17 de maio de 2024. A 13ª temporada, A Esperança, a última de Reis, estreou no Univer Video em 28 de fevereiro de 2025, encerrando a novela primeiro no streaming.
Está sendo exibida também na RFTV, canal irmão da Record, desde 4 de março de 2024, substituindo A Terra Prometida na faixa das 19h30, com uma reapresentação às 14h30 do dia seguinte e maratona dos capítulos da semana aos sábados das 18h30 às 21h30 e aos domingos das 19h às 22h.
Está sendo exibida pelo canal TNT Novelas desde 2 de setembro de 2024, substituindo Os Dez Mandamentos. No mesmo dia as três primeiras temporadas foram disponibilizadas no streaming MAX, divulgada como uma novela pela plataforma.
Como uma forma de aquecimento para a estreia da décima segunda e décima terceira temporada, a Record voltou a reexibir a obra com uma edição especial das onze temporadas desde o dia 6 de janeiro de 2025, agora ocupando a faixa das 22h30. Entre os dias 15 de janeiro e 12 de fevereiro de 2025, a série deixou de ser exibida ás quartas-feiras, e também não foi ao ar nos dias 10 e 27 de março de 2025, em ocasião das transmissões do Campeonato Paulista, que coincidia com o horário da novela, e no dia 12 de junho de 2025 por conta da transmissão de Fortaleza e Santos pelo Campeonato Brasileiro.

## Repercussão

### Audiência
O primeiro episódio, exibido de 21h às 21h52, cravou 9,3 pontos, segundo dados consolidados do Kantar IBOPE Media, referentes a Grande São Paulo. Apesar de assumir a vice-liderança, numa disputa de ponta a ponta contra o segundo capítulo de Poliana Moça, obteve a pior estreia da história da dramaturgia bíblica desde a estreia da exibição especial de Apocalipse (2017) em 2020. O segundo episódio registrou 9 pontos, chegando a picos de 10,5. O terceiro episódio bateu recorde com 9,4 pontos. O quinto episódio bateu recorde com 9,5 (10) pontos. Com a exibição do sétimo episódio no dia 30 de março de 2022, intitulado Ameaça dos Filisteus, a série bate seu primeiro recorde com 10,4 pontos e picos de 12, ficando em segundo lugar isolado. O último episódio de "Reis: A Decepção", intitulado de A Grande Batalha, rendeu 7,6 pontos e picos de 9, com 12,1% de share na Grande São Paulo. Em média, a 1ª temporada da trama deteve 8,7 pontos de audiência.
O primeiro episódio da 2ª temporada, "Reis: A Ingratidão", exibido de 21h às 21h59, cravou 8,3 pontos e picos de 10,1 com 12% de share. O segundo episódio registrou 7,6 pontos. Em 3 de maio, Reis bateu recorde e marcou 8,7 pontos com picos de 10,6. Em 11 de maio, a nova temporada bateu recorde, cravou 9,1 pontos com picos de 10,7 e 13,1% de share na Grande São Paulo. O último episódio de "Reis: A Ingratidão", rendeu 7,6 pontos de média, pico de 9,1 pontos e participação de 11,1%, sendo a mesma audiência do final da primeira temporada. Em média, a 2ª temporada deteve 7,6 pontos de audiência.
A estreia da 3ª temporada, "Reis: A Rejeição", exibido de 21h às 22h05, marcou 4,6 pontos, sendo este o pior resultado de uma estreia de novela ou série na emissora desde a retomada da dramaturgia em 2004 e desde Meu Adorável Mendigo (1973). O segundo episódio marcou 5,3 pontos, o desempenho foi superior ao registrado por quase todos os episódios de Todas as Garotas em Mim. O sétimo episódio bateu recorde e marcou 6,1 pontos. Em 9 de setembro, Reis marcou 4,3 pontos, a audiência mais baixa da série desde sua estreia. No entanto, em 12 de setembro, Reis bateu recorde e marcou 6,5 pontos, assumindo a vice-liderança pela primeira vez desde sua volta em Agosto. O último episódio de "Reis: A Rejeição" rendeu 6,1 pontos. Em média, a 3ª temporada deteve 5,4 pontos de audiência.
A estreia da 4ª temporada, "Reis: A Escolha", exibido de 21h15 às 22h21, marcou 7 pontos e picos de 7,7 com 10,4% de share. Esta seria a maior audiência da série desde o último episódio de "Reis: A Ingratidão". O segundo episódio registrou 7,3 pontos, com pico de 8,6. Em 28 de setembro, Reis bateu recorde e marcou 7,6 pontos de audiência, o mesmo desde o último episódio de "Reis: A Ingratidão". Em 11 de outubro, o penúltimo episódio bateu recorde e alcançou 8 pontos, com pico de 8,6 e 12,5% de share. O último episódio de "Reis: A Escolha" rendeu 7,7 pontos. Em média, a 4ª temporada deteve 6,7 pontos de audiência.
A estreia da 5ª temporada, "Reis: A Perseguição", exibido de 21h15 às 22h33, marcou 6,9 pontos e picos de 7,6 com 11,2% de share. O segundo episódio registrou 6,9 pontos, a mesma média da estreia. O terceiro episódio bateu recorde e marcou 7 pontos. Em 26 de outubro, Reis bateu recorde e marcou 7,3 pontos. No dia 1 de novembro, Reis bateu recorde e marcou 7,8 pontos. No dia seguinte, Reis bate mais um recorde e marcou 8 pontos. O último episódio de "Reis: A Perseguição" rendeu 7,2 pontos. Em média, a 5ª temporada deteve 6,8 pontos de audiência.
A estreia da 6ª temporada, "Reis: A Conquista", exibido de 21h às 22h07, marcou 7 pontos com 10,8% de share, assumindo a vice-liderança isolada. O segundo episódio registrou 6,7 pontos. O terceiro episódio bateu recorde e marcou 7,3 pontos com 11,4% de share. O último episódio de "Reis: A Conquista" registrou média baixa com 5,6 de audiência. Em média, a 6ª temporada deteve 6 pontos de audiência.
A estreia da 7ª temporada, "Reis: O Pecado", exibido de 21h às 21h57, marcou 5,9 pontos com 9,1% de share, assumindo a terceira liderança isolada. O segundo episódio registrou 6,9 pontos. O sétimo episódio bateu recorde e marcou 7,4 pontos, com pico de 8,3 pontos e 11,1% de participação. No dia 21 de junho, bateu recorde e marcou 7,6 pontos. No dia 26, bateu recorde e marcou 7,8 pontos com pico de 9 pontos. O último episódio de "Reis: O Pecado" registrou 6 pontos. Em média, a 7ª temporada deteve 6,7 pontos de audiência. 
O primeiro episódio da 8ª temporada, "Reis: A Consequência", exibido de 21h às 22h05, marcou 7 pontos com 10,6% de share. O segundo episódio registrou 6,6 pontos. No dia 26 de julho, com a triste morte da Rainha Mical, a novela bateu recorde e marcou 8 pontos de média, 9,4 de pico e 12,3% de share. No dia 30 de agosto, com o capítulo especial "A morte do Rebelde", a novela bateu recorde e marcou 8,1 pontos com pico de 9,4 e 12,8% de share. O último episódio de "Reis: A Consequência" intitulado "O adeus a Davi", registrou 7,1 pontos. Em média, a 8ª temporada deteve 6,8 pontos de audiência. 
O primeiro episódio da 9ª temporada, "Reis: A Sucessão", exibido de 21h às 22h04, marcou 6,8 pontos com 10,5% de share. O segundo episódio registrou 8,1 pontos. O último episódio de "Reis: A Sucessão" registrou 6,2 pontos. Em média, a 9ª temporada deteve 6,8 pontos de audiência. 
O primeiro episódio da 10ª temporada, "Reis: A Decadência", exibido de 21h ás 21h50, marcou 6,0 pontos com 9,3% de share. O terceiro capítulo registrou 6,1 pontos. Em 8 de maio registrou 6,4 pontos. O último capítulo de "Reis: A Decadência" registrou 6,2 pontos. Em média, a 10ª temporada obteve 5,6 pontos de audiência.
O primeiro episódio da 11ª temporada, "Reis: A Divisão", exibido de 21h ás 21h50, marcou 6,3 pontos com 9,7% de share. No dia 29 de maio registrou 6,9 pontos. O último capítulo de "Reis: A Divisão" registrou 5,4 pontos. Em média, a 11ª temporada obteve 5,4 pontos de audiência. 
| Temporadas     | Episódios | Episódios | Episódios | Recorde | Recorde | Média |
| -------------- | --------- | --------- | --------- | ------- | ------- | ----- |
| Temporadas     | 1º        | 2º        | Último    | (+)     | (-)     | Média |
| A Decepção     | 9,3       | 9,0       | 7,6       | 10,4    | 7,0     | 8,7   |
| A Ingratidão   | 8,3       | 7,6       | 7,6       | 9,1     | 6,5     | 7,6   |
| A Rejeição     | 4,6       | 5,3       | 6,1       | 6,5     | 4,3     | 5,4   |
| A Escolha      | 7,0       | 7,3       | 7,7       | 8,0     | 5,5     | 6,7   |
| A Perseguição  | 6,9       | 6,9       | 7,2       | 8,0     | 5,8     | 6,8   |
| A Conquista    | 7,0       | 6,7       | 5,6       | 7,3     | 5,2     | 6,0   |
| O Pecado       | 5,9       | 6,9       | 6,0       | 7,8     | 5,6     | 6,7   |
| A Consequência | 7,0       | 6,6       | 7,1       | 8,1     | 5,5     | 6,8   |
| A Sucessão     | 6,8       | 8,1       | 6,2       | 8,1     | 4,5     | 6,8   |
| A Decadência   | 6,0       | 5,7       | 6,2       | 6,4     | 4,9     | 5,6   |
| A Divisão      | 6,3       | 5,2       | 5,4       | 6,9     | 4,7     | 5,4   |
| Média geral    |           |           |           |         |         |       |

### Prêmios e indicações
| Ano  | Prêmio                 | Categoria                 | Indicado                                | Resultado | Ref.            |
| ---- | ---------------------- | ------------------------- | --------------------------------------- | --------- | --------------- |
| 2022 | Prêmio Contigoǃ Online | Melhor Novela             | Raphaela Castro e Cristiane Cardoso     | Indicado  | [ 683 ] [ 684 ] |
| 2022 | Prêmio Contigoǃ Online | Melhor Ator de Novela     | Roberto Birindelli (Samuel)             | Venceu    | [ 683 ] [ 684 ] |
| 2023 | Promax Awards          | Abertura                  | Reis                                    | Venceu    | [ 685 ]         |
| 2023 | Promax Awards          | Chamada de Telenovela     | Reis                                    | Venceu    | [ 685 ]         |
| 2023 | PRODU Awards 2023      | Melhor Super Série        | Reis - A Perseguição (quinta temporada) | Finalista | [ 686 ]         |
| 2023 | PRODU Awards 2023      | Melhor Recreação de Época | Reis - A Perseguição (quinta temporada) | Finalista | [ 686 ]         |
| 2023 | PRODU Awards 2023      | Melhor Ator               | Cirillo Luna (Davi)                     | Finalista | [ 686 ]         |
| 2023 | PRODU Awards 2023      | Melhor Direção            | Leonardo Miranda                        | Finalista | [ 686 ]         |
| 2023 | PRODU Awards 2023      | Melhor Roteiro            | Cristiane Cardoso                       | Finalista | [ 686 ]         |
| 2023 | FIAP Awards            | –                         | RecordTV                                | Finalista | [ 44 ] [ 687 ]  |
| 2023 | MMA Smarties           | –                         | RecordTV                                | Finalista | [ 44 ] [ 687 ]  |
| 2023 | Rio Webfest            | Melhor Branded Content    | Reis — O Pecado (sétima temporada)      | Finalista | [ 688 ]         |

## Música
O empresário e produtor musical Daniel Figueiredo assina a trilha sonora de Reis. Daniel é autor de dezenas de temas de aberturas nas principais emissoras de TV, além de assinar a produção musical de várias novelas e séries da RecordTV, como Gênesis, Jesus e Os Dez Mandamentos.